# Gabriele Löwe
Gabriele Löwe, geb. Kotte (* 12. Dezember 1958 in Dresden), ist eine deutsche Leichtathletin und Olympiamedaillengewinnerin. 
Sie gewann bei den Olympischen Spielen 1980 in Moskau die Silbermedaille mit der 4-mal-400-Meter-Staffel der DDR (3:20,35 min, zusammen mit Barbara Krug, Marita Koch und Christina Lathan). Im 400-Meter-Einzelrennen wurde sie Sechste (51,33 s). 1979 wurde sie DDR-Meisterin im 400-Meter-Lauf (zeitgleich gemeinsam mit Christina Lathan).
Löwe startete für den SC Einheit Dresden und trainierte bei Dietmar Jarosch. In ihrer aktiven Zeit war sie 1,72 m groß und wog 62 kg. Sie wurde Wirtschaftskauffrau und arbeitete später beim Landratsamt Freital.
1980 wurde Gabriele Löwe mit dem Vaterländischen Verdienstorden ausgezeichnet.